# Maurice Stokes
Maurice Stokes (Pittsburgh, 17 giugno 1933 – Cincinnati, 6 aprile 1970) è stato un cestista statunitense.
Fu un grande giocatore della NBA, ma la sua carriera fu stroncata precocemente da un grave infortunio debilitativo.

## Carriera
Giocò nei Rochester Royals (che diventarono Cincinnati Royals nel 1957) dal 1955 al 1958.
Nella sua prima stagione riuscì a recuperare ben 38 rimbalzi in una sola partita e viaggiò con medie di 16,3 rimbalzi a partita. Per questo fu nominato miglior rookie dell'anno 1955.
La stagione seguente riuscì a fare il record di rimbalzi recuperati in una stagione, ben 1.256 (17,4 a partita).
Il 12 marzo 1958 nell'ultima partita della stagione, Stokes, durante un'azione, cadde e sbatté violentemente la testa sul parquet: lo dovettero rianimare e proseguì a giocare.
Tre giorni dopo una partita di 12 punti e 15 rimbalzi, si sentì male, disse che si sentiva morire. Cadde in coma e rimase paralizzato, gli diagnosticarono una encefalopatia, un danno al cervello dovuto alla caduta nella partita.
Durante la sua vita fu sempre supportato da Jack Twyman. Morì a 36 anni per infarto. La sua vita fu anche ripresa e narrata in un film del 1973.
Giocò tre All-Star Game e fu nominato tre volte nella seconda squadra NBA.
A suo nome è intitolato un centro atletico presso la Saint Francis University.

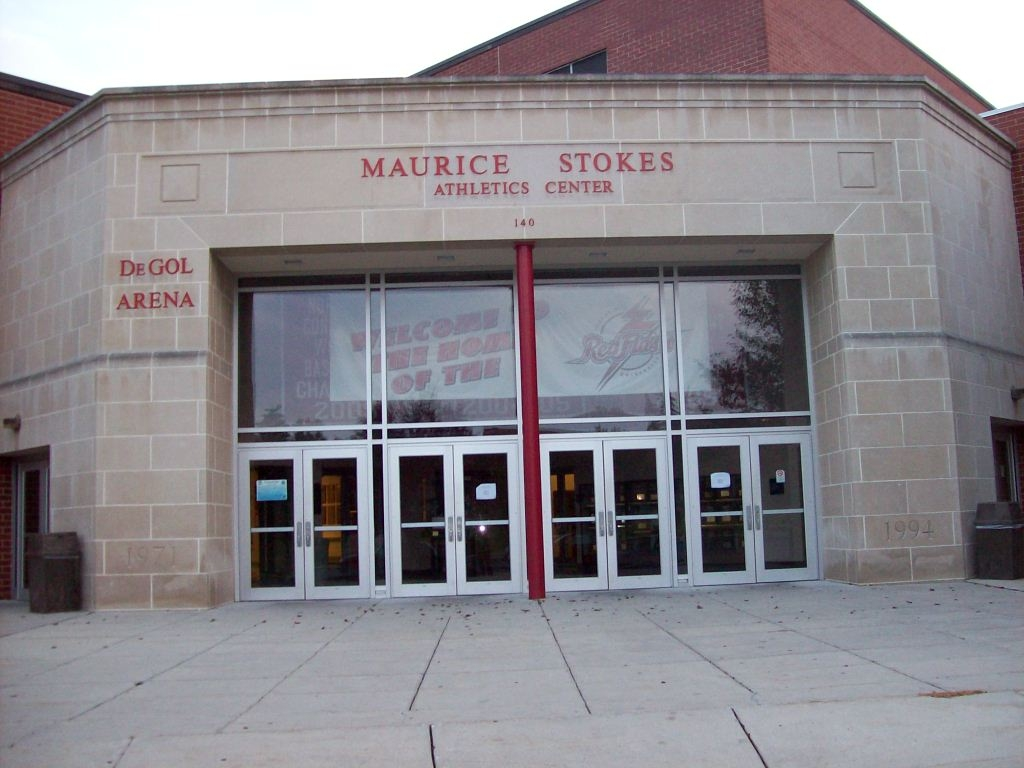
Centro atletico Maurice Stokes

## Statistiche

### NBA

#### Regular Season
| Anno      | Squadra           | PG  | PT | MP   | TC%  | 3P% | TL%  | RP   | AP  | PRP | SP | PP   |
| --------- | ----------------- | --- | -- | ---- | ---- | --- | ---- | ---- | --- | --- | -- | ---- |
| 1955-1956 | Rochester Royals  | 67  | -  | 34,7 | 35,4 | -   | 71,4 | 16,3 | 4,9 | -   | -  | 16,8 |
| 1956-1957 | Rochester Royals  | 72  | -  | 38,3 | 34,7 | -   | 66,5 | 17,4 | 4,6 | -   | -  | 15,6 |
| 1957-1958 | Cincinnati Royals | 63  | -  | 39,0 | 35,1 | -   | 71,5 | 18,1 | 6,4 | -   | -  | 16,9 |
| Carriera  | Carriera          | 202 | -  | 37,3 | 35,1 | -   | 69,8 | 17,3 | 5,3 | -   | -  | 16,4 |

#### Playoffs
| Anno     | Squadra           | PG | PT | MP   | TC%  | 3P% | TL%  | RP   | AP  | PRP | SP | PP   |
| -------- | ----------------- | -- | -- | ---- | ---- | --- | ---- | ---- | --- | --- | -- | ---- |
| 1958     | Cincinnati Royals | 1  | -  | 39,0 | 25,0 | -   | 85,7 | 15,0 | 2,0 | -   | -  | 12,0 |
| Carriera | Carriera          | 1  | -  | 39,0 | 25,0 | -   | 85,7 | 15,0 | 2,0 | -   | -  | 12,0 |

## Palmarès
- Campione NIT (1955)
- MVP NIT (1955)
- NCAA AP All-America Third Team (1955)
- NBA Rookie of the Year (1956)
- 3 volte All-NBA Second Team (1956, 1957, 1958)
- 3 volte NBA All-Star (1956, 1957, 1958)
- Miglior rimbalzista NBA (1956)